# Liste der Bodendenkmäler in Trogen (Oberfranken)
Auf dieser Seite sind die Bodendenkmäler in der oberfränkischen Gemeinde Trogen zusammengestellt. Diese Tabelle ist eine Teilliste der Liste der Bodendenkmäler in Bayern. Grundlage ist die Bayerische Denkmalliste, die auf Basis des Bayerischen Denkmalschutzgesetzes vom 1. Oktober 1973 erstmals erstellt wurde und seither durch das Bayerische Landesamt für Denkmalpflege geführt wird. Die folgenden Angaben ersetzen nicht die rechtsverbindliche Auskunft der Denkmalschutzbehörde.

## Bodendenkmäler der Gemeinde Trogen
| Lage              | Objekt | Akten-Nr.     | Bild |
| ----------------- | --- | ------------- | ---- |
| Trogen (Standort) | Untertägige Teile der frühneuzeitlichen Evangelisch-Lutherischen Pfarrkirche von Trogen sowie vermutlich mittelalterliche Vorgängerbauten. | D-4-5637-1026 |      |
| Trogen (Standort) | Abgegangene mittelalterliche Wasserburg.                                                                                                   | D-4-5637-1053 |      |
| Trogen (Standort) | Herrensitz des Mittelalters und der frühen Neuzeit.                                                                                        | D-4-5637-1054 |      |
| Trogen (Standort) | Herrensitz des Mittelalters und der frühen Neuzeit.                                                                                        | D-4-5637-1055 |      |
| Trogen (Standort) | Verebnete Niederungsburg des Mittelalters.                                                                                                 | D-4-5637-1069 |      |